# Utilia Lenkiewitz

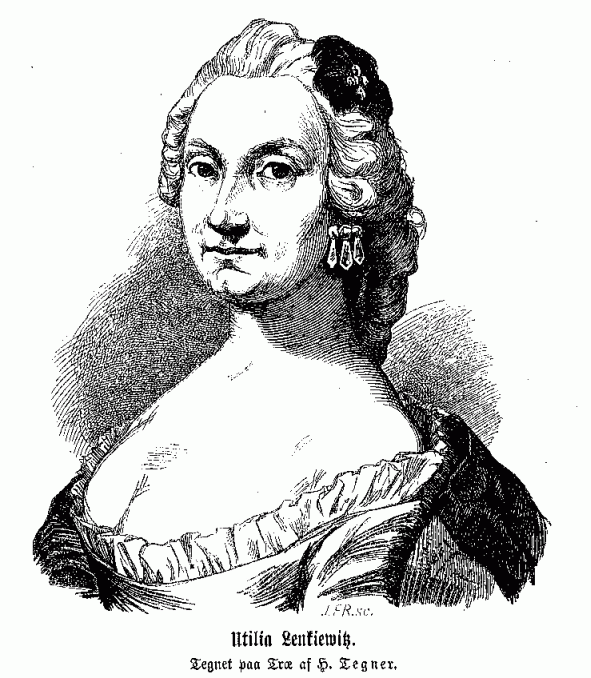
Utilia Lenkiewitz.

Utilia Lenkiewitz, född van Mander 1711, död 23 september 1770, var en dansk skådespelare; hon var en av Danmarks, och även Nordens, första professionella kvinnliga skådespelare.

## Biografi och karriär
Som barn till hovmålare Karel van Mander, ingick hon i en av de två första danska skådespelartrupper, som år 1747 fick tillstånd att börja spela teater i Köpenhamn i Qvotens Theater då teaterförbudet hävdes. Organisten Carl August Thielo var den förste, som fick tillåtelse att spela teater då det 1746 blev tillåtet att spela teater offentligt i Danmark, och öppnade teater på Store Kongensgade; samma år fick han en konkurrent, Julius Henrik von Qvoten, som spelade på både danska och tyska; Utilia tros ha spelat i Qvotens trupp. Aktörer från dessa trupper utgjorde personalen då Det Kongelige teater grundades 1748. Tillsammans med de övriga kvinnliga medlemmarna i truppen 1747, som Caroline Thielo och Anna Dorothea Lund, "Den främsta subrett, som Danmark någonsin ägt", (d.1759), var hon landets första infödda skådespelerska; teatern hade ont om kvinnliga skådespelare under 1700-talet; under 1753 hade teatern endast fem kvinnliga skådespelare.  
Hon var en mycket använd skådespelerska; teatern led ständigt brist på kvinnliga aktörer, och hennes arbetsbörda var tung ända fram till hennes död. Hennes ålder gjorde att hon anlitades för alla de äldre kvinnliga birollerna, som var många, eftersom de andra aktriserna var yngre, något som gjorde henne ännu flitigare anlitad, och hon får 1752 beröm för sin flit och sin stora användbarhet av teaterledningen; hon spelade allt från änkenåder och adelsdamer till bondmoror, kollegorna berömde hennes nyansrika spel och koncentration, och publiken älskade hennes komik. Hon berömdes för sin inlevelse i rollen, och sades vara den person hon spelade från den stund hon gick ut på scenen tills hon gick ut igen. Bland hennes roller fanns Magdelone i «Maskeraden», Donna Olympia i «Don Ranudo»; hon spelade stränga roller men också koketta flickor som Béline i «Den indbildt syge». Yrket som skådespelare var föraktat på den här tiden, men hon sågs som en god konstnär. Hennes sista roller var huvudrollen Flaminia i Den coquette Enke och Duraminte Hver Mands Ven säsongen 1769-1770. Hennes valspråk ska ha varit; "Det är naturen, som får människan att le".  
Hon var från 1749 gift med den polske skådespelaren Adam Lenkiewitz (f.1723-d.1783), som hon mött i Qvotentruppen, men fick inga barn. Maken kunde inte tala danska så bra och blev därför överkontrollör i stället för aktör på teatern. Hon avled i tuberkulos under teaterns sommarpaus 1770.